# Suriname (fleuve)
Pour les articles homonymes, voir Suriname (homonymie).

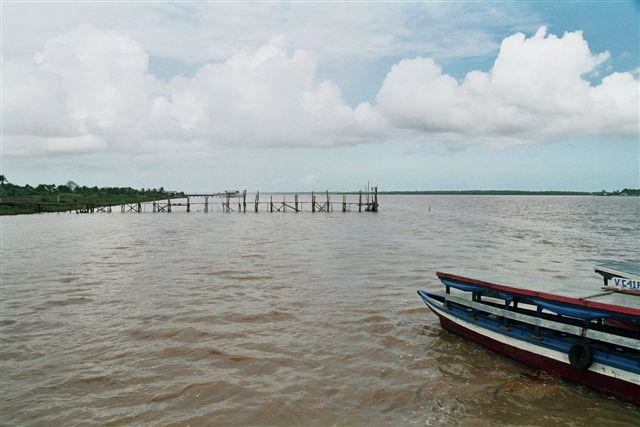
Près de Leonsberg, Paramaribo

Le Suriname ou Surinam est un fleuve de 480 km de long dans le centre et l’est du Suriname. Le fleuve prend sa source sur les hauteurs sous le nom de Gran Rio à la limite entre le massif Wilhelmina et le massif Eilerts de Haan. Le fleuve passe par le lac de retenue le long de Brokopondo, Berg en Dal, les villages de transmigration Klaaskreek et Nieuw-Lombè, Jodensavanne, Carolina, Ornamibo et Domburg, avant de laisser, sur la rive gauche, la capitale Paramaribo et Meerzorg, sur l’autre rive. À Nieuw-Amsterdam s’y joint le fleuve Commewijne et juste après le Suriname arrive dans la bande de sable Braamspunt et se déverse dans l’océan Atlantique.
Le fleuve présente plusieurs rapides et quelques barrages, le barrage Afobaka en est le plus important. Le fleuve est interrompu par le lac de retenue Brokopondo, qui sépare donc celui-ci en deux parties.  La partie en amont se situe en entier dans le district de Sipaliwini et la partie en aval traverse ou coule en bordure des districts de Brokopondo, Para, Commewijne, Wanica et Paramaribo.

## Navigation
Pour l’importation et l’exportation, le Suriname est de loin le fleuve le plus important du Suriname. Non seulement tous les navires avec du minerai de bauxite, de la terre d’alun et de l’aluminium quittent-ils le pays par l’embouchure du Suriname, mais aussi tous les navires qui importent les matières et biens vitaux pour le Suriname pénètrent-ils dans le pays par le Braamspunt, pour décharger leur cargaison dans les ports de Paramaribo juste au sud du centre ville, dans les ports de Smalkalden et Paranam - environ à 30 km de Paramaribo - qui sont vitaux pour l’industrie de la bauxite. Au début de la seconde guerre mondiale un membre de l’équipage du navire allemand le Goslar a fait couler celui-ci dans la rivière Suriname afin qu’il ne tombe pas dans les mains des Alliés.
Coordonnées et photos satellite de l'embouchure du Suriname: 5° 55′ N, 55° 09′ O